# Хомяковидни
Хомяковидни или Хамстери (Cricetinae) са гризачи от семейство Хомякови. Подсемейството се състои от 18 вида, класифицирани в шест или седем рода.
Името „хамстер“ произлиза от германската дума hamster, която от своя страна идва от старогорнонемската дума hamustro, както и от староруската дума choměstorǔ. Неин корен е смесица от руската дума хомяк, балтийската staras) както и от Иранската (cf. авестийски език hamaēstar „потисник“).
Поведението варира според околната среда, рода и взаимодействието им с хората. Хамстерите често се използват за опити с животни в напредналите икономически страни, защото са лесни за отглеждане в плен. Освен това са се утвърдили като популярни домашни любимци.
Хамстерите са активни през тъмната част на денонощието. В дивата природа копаят тунели през деня, за да се предпазят от хищници. Консумират суха храна, семена, свежи плодове и зеленчуци. Освен това ядат малки насекоми като щурци или брашнен червей. Имат уголемени бузи, които продължават до раменете, там съхраняват храна за колонията или я изяждат по-късно.

## Родове
- Mesocricetus
- Phodopus
- Cricetus
- Cricetulus
- Allocricetulus
- Cansumys
- Tscherskia

## Характеристика
Хамстерите имат набито тяло, опашка много по-къса от тялото, имат малки покрити с козина уши, къси набити крака и дълги стъпала. Козината им е дебела и копринена на допир. Може да бъде дълга или къса, черна, сива, бяла, кафява, жълтеникаво-кафява, жълта, сапфирена или дори червена в зависимост от вида. Може да бъде и смесица от тези цветове.
Два вида принадлежат на рода Phodopus, хамстер на Кампбел (Phodopus campbelli) и джунгарски хамстер, а два вида принадлежат на рода Cricetulus, (Cricetulus barabensis – китайският хамстер-джудже на ивици и Cricetulus griseus – обикновен хамстер) имат тъмна ивица от главата до опашката. Видовете от рода Phodopus са най-малките, телата им са от 5 до 10 cm дълги; най-голям е обикновеният хамстер (Cricetus cricetus), достига 34 cm дължина без да се включва опашката, която е около 4 cm. Такъв тип хамстер е и златистият хамстер. Ангорският хамстер е дългокосмест, произхожда от златистия хамстер, той е вторият по големина хамстер, достигайки 15 cm дължина.
Понякога е трудно да се види опашката; обикновено не е много дълга (около 1/6 от дължината на тялото), изключение прави обикновеният хамстер, чиято опашка е колкото самото му тяло. На дългокосместите едва се забелязва. Хамстерите са много нежни и костите им са чупливи. Много са чувствителни на температурни амплитуди. Някои хамстери ядат собствените си изпражнения, защото живеят в пустинята и трябва да консервират вода.
Хамстерите са всеядни. Ядат повечето неща, въпреки че трябва да получават нормална хамстерска храна (каквато има в повечето магазини за домашни любимци). Интересно ще бъде за вас и хамстера ви да експериментирате с различни зеленчуци, плодове (трябва да се премахват веднага, ако се развалят), семена, ядки, варени яйца и различни лакомства от специализираните магазини. Хамстерите задържат храна в бузите си, за да я крият в бърлогите си. Когато бузите им са пълни, главата им изглежда двойна. Хамстерите в Средния Изток ловуват на големи колонии насекоми.
Магазините за домашни любимци продават богат асортимент от лакомства за хамстери.

## Поведение
Златистите хамстери (Mesocricetus auratus) са единаци и могат да се бият до смърт, ако се поставят заедно – за разлика от дребните видове хамстери, които се разбират помежду си. Хамстерите се смятатат за животни, които са активни в сумрачната част от денонощието, но понякога се смятат за нощни животни, защото са активни цяла нощ. Но не всички са активни цялата нощ, затова не може да се каже еднозначно. Всички хамстери са отлични копачи, правят дупки с един или повече изходи, с галерии, свързани с камери (килии) за правене на гнезда, за криене на храна и други дейности. Могат да присвоят и тунели на други бозайници; джунгарският хамстер (Phodopus sungorus) например използва дупките, направени от пики. Не спят зимен сън през зимата, но някои (най-вече златистият) изпадат в състояние на торпор, продължаващо от няколко дни до няколко седмици. Това става обикновено когато е твърде студено за тях. Знае се за хамстерите, че складират големи количества храна, заради дивия си инстинкт. Заради това поведение е добре да оставите хамстера сам за няколко дни.

## Размножаване
Хамстерите добиват полова зрялост по различно време в зависимост от вида си, от един месец до три месеца. Мъжките остават плодовити до края на живота си, докато женските – не. Женските се разгонват на четири дни.
Размножителният сезон е от април до октомври, раждат от два до три пъти по 1 до 13 малки. Бременността продължава от 16 до 23 дни.. Бременността трае от 16 до 18 дни при златистия хамстер, от 21 до 23 дни при обикновения хамстер и от 23 дни до 30 при хамстера на Роборовски. Златистият хамстер ражда средно по 7 малки, но има случаи и по 24, което е максимумът за утробата. Хамстерът на Кампел обикновено има между 4 и 8 малки, може да има до 14. Джунгарският хамстер, обикновеният хамстер и хамстерът на Роборовски имат по-малко на брой малки.
Джунгарският хамстер прави силни, моногамни връзки със своите партнъори. Ако се разделят, може да се депресират за дълго време. Това важи с по-голяма сила за мъжкия. Те стават пасивни, ядат повече, дори показват признаци на човешката депресия. Това се случва най-вече при мъжките. Това може да причини затлъстяване.
За обикновените женски хамстери е известно, че стават агресивни към мъжките, ако се държат прекалено дълго заедно. Има случаи, в които мъжките умират, когато ги атакуват женските. Ако имате такъв вид е по-добре да ги отделите след чифтосването.
Хамстерите се раждат голи и слепи в гнездото, предварително приготвено от майката. Тя използва стърготини и листа в дивата природа, но в плен предпочита памук или тоалетна хартия. След една седмица започват да разучават около гнездото. След три седмици (или четири за хамстера на Роборовски) те са напълно отбити. Повечето хора, които отглеждат хамстери, ги продават на магазините, когато са на възраст между две и девет седмици

### Чифтосване и дълголетие
Златистият хамстер не живее повече от 2 – 4 години в плен, на свобода и по-кратко. Руските хамстери (на Кампбел и джунгарският) живеят средно от 1,5 до 2 години в плен, а обикновеният от 2,5 до 3 години. Най-малкият (хамстерът на Роборовски) често живее от 3 до 3,5 години в плен. И златистият, и руският хамстер могат да се чифтосват 4 – 5 седмици след раждането си, докато обикновеният хамстер е готов за това на 2 – 3 месечна възраст, а на Роборовски на 3 – 4 месечна.
Мъжките хамстери имат сравнително големи за своето тяло тестиси. Преди да достигнат полова зрялост е трудно да се диференцират индивидите по пол. Женските имат два близкоразположени анален и генитален отвор, докато при мъжките са отдалечени. (Пенисът обикновено е прибран навътре, затова изглежда като малък отвор или розова пъпка.)

## Хамстерите като домашни любимци
Най-познатият вид хамстери е златистият хамстер (Mesocricetus auratus), този вид хамстери са популярни най-вече като домашни любимци. Има няколко разновидности, включващи дългокосмест (козината му достига няколко сантиметра и има нужда от специална поддръжка). Британският зоолог Leonard Goodwin твърди, че повечето хамстери във Великобритания са наследници на колония, която той е доставил за нуждите на медицинската наука.
Другите хамстери, които се използват за домашни любимци, са четирите вида „хамстери-джуджета“. Хамстерът на Кампел (Phodopus campbelli) е най-рапространен от четирите вида, наречени „руски джуджета“; това не е много вярно, защото повечето хамстери произхождат от Русия.
Козината на джунгарския хамстер (Phodopus sungorus) понякога става бяла през зимата (с намалянето на деня за сметка на нощта).
Хамстерът на Роборовски е много малък и бърз. Обикновеният хамстер (Cricetulus griseus) е единственият, който може да се захваща за опашката си (около 4 cm дълга), но той технически не е „хамстер-джудже“. Повечето хамстери имат много къси опашки.
Има и хора, които развъждат хамстери за изложби. Техните усилия са насочени към отглеждане на качествени и здрави хамстери, като и темперамента на животното е много важен. Добре е хамстерите (както и повечето домашни любимци|) да се купват директно от развъдници.
В Австралия и Нова Зеландия е незаконно да отглеждаш хамстер като домашен любимец, защото „бегълците“ могат да се приспособят в дивата природа и да станат вредители.